# Kachaber Gogitsjaisjvili
Kakhaber "Kakha" Gogichaisjvili (Georgisch: კახაბერ გოგიჩაიშვილმა) (31 oktober 1968) is een voormalig voetballer uit Georgië, die gedurende zijn actieve loopbaan als linkermiddenvelder speelde voor onder meer Goeria Lantsjchoeti en Dinamo Tbilisi. Hij beëindigde zijn actieve carrière in 2003 bij Merani Tbilisi in zijn vaderland.

## Interlandcarrière
Gogichaisjvili speelde 27 officiële interlands (één doelpunt) voor het Georgisch voetbalelftal in de periode 1992-2000. Hij was begin jaren negentig, vlak voor en na de onafhankelijkheid van Georgië, een van de zogeheten "dragende" spelers in de nationale ploeg, en scoorde vanaf de strafschopstip in het met 6-3 gewonnen duel tegen Azerbeidzjan in 1992. Kort daarvoor maakte Gogichaisjvili zijn debuut – op 2 september 1992 – in het met 1-0 verloren vriendschappelijke duel in en tegen Litouwen.